# Theodora af Grækenland (1906-1969)
 For alternative betydninger, se Theodora af Grækenland. (Se også artikler, som begynder med Theodora af Grækenland)
Prinsesse Theodora af Grækenland og Danmark (græsk: Πριγκίπισσα Θεοδώρα της Ελλάδας και της Δανίας) (født 30. maj 1906, død 16. oktober 1969) var en græsk prinsesse fra Huset Glücksborg, der var datter af Prins Andreas af Grækenland og Prinsesse Alice af Battenberg. I 1931 blev hun gift med Markgrev Berthold af Baden, der var familieoverhovede for fyrstehuset Baden, der havde regeret i Storhertugdømmet Baden, indtil monarkierne blev afskaffet i Tyskland i 1918.
Theodora var søster til den tidligere britiske prinsgemal Prins Philip, hertug af Edinburgh og dermed svigerinde til Dronning Elizabeth 2. af Storbritannien. Hun var desuden niece til Dronning Louise af Sverige og kusine til kongerne Georg 2., Alexander 1. og Paul 1. af Grækenland og dronningemoderen Helena af Rumænien.

## Tidligt liv
Prinsesse Theodora blev født den 30. maj 1906 på slottet Tatoi ved foden af Parnesbjergene på halvøen Attika lidt nord for Grækenlands hovedstad Athen. Hun var den anden datter af Prins Andreas af Grækenland og Prinsesse Alice af Battenberg. Hun var barnebarn af kong Georg 1. af Grækenland, oldebarn af kong Christian 9. af Danmark og tipoldebarn af både zar Nikolaj 1. af Rusland og dronning Victoria af Storbritannien.

## Opvækst og eksil
Prinsesse Margarita og hendes søstre voksede indledningsvis op i Grækenland, indtil Prins Andreas i 1917 under Første Verdenskrig måtte gå i eksil sammen med sin bror, Konstantin 1. af Grækenland og resten af den græske kongefamilie. Familien tog ophold i Schweiz. Da familien kom tilbage til Grækenland i 1920, blev hendes far delvist bebrejdet for Grækenlands nederlag i den Græsk-tyrkiske krig (1919-1922). Kort tid efter blev der gennemført et statskup i Athen. Monarkiet blev afskaffet, og familien blev igen tvunget i eksil indtil genoprettelsen af det græske monarki i 1935.
I 1922 var hun og hendes tre søstre, Margarita, Cecilie og Sophie brudepiger ved deres morbror Earl Mountbattens bryllup.

## Ægteskab og børn
Prinsesse Theodora blev den 17. august 1931 gift med sin grandfætter Berthold, markgreve af Baden i Konstanz. I 1929 – 1963 var markgreve Berthold var overhoved for Badens storhertuglige familie.
Markgreve Berthold var søn af den tyske rigskansler Maximilian af Baden og dattersøn af Thyra af Danmark. 
Theodora og Berthold fik tre børn:
- Margarete Alice Thyra Viktoria Marie Louise Scholastica (1932–2013), gift 1957 med prins Tomislav af Jugoslavien (1928–2000). Tomislav var søn af kong Alexander 1. af Jugoslavien.

- Maximilian Andreas Friedrich Gustav Ernst August Bernhard (født 1933), gift 1966 med ærkehertuginde Valerie Isabella af Habsburg-Lothringen (født 1941). Valerie Isabella er barnebarn af Marie Valerie af Østrig og oldebarn af kejser Franz Joseph 1. af Østrig-Ungarn.
- Ludwig Wilhelm Georg Ernst Christoph (født 1937), gift 1967 med Anna Maria (også kendt som Marianne), prinsesse af Auersperg-Breunner.